# Hemidactylus craspedotus
Hemidactylus craspedotus là một loài thằn lằn trong họ Gekkonidae. Loài này được Mocquard mô tả khoa học đầu tiên năm 1890.